# ادمک ویلج
ادمک ویلج (به انگلیسی: Adamke Village) در پاکستان است که در punjab (pakistan) واقع شده‌است.